# Бринк, Нильс Кристенсен
Нильс Бринк Кристенсен (дат. Niels Brinck Kristensen) — популярный датский певец, автор песен и продюсер, выступающий под псевдонимом Бринк.

## Биография
Нильс Бринк Кристенсен родился 24 сентября 1974 года в Дании, в городе Орхус. В мае 2009 года Бринк представлял Данию на конкурсе песни Евровидение в Москве с песней Believe Again.
Нильс Бринк родился в музыкальной семье — его мать играла на саксофоне. Уже в возрасте 7 лет Нильс начал сочинять песни. Они были настолько талантливы, что их стали использовать в детских шоу. К сольной карьере Нильс шёл долго. Сначала он стал продюсером и успел поработать с такими звездами как Anggun, Julie Berthelsen и Martin (X-Factor). Продолжая сочинять песни, Нильс иногда исполнял их сам. И только после того, как ему стал нравиться собственный голос, выпустил дебютный сингл. Первый сольный альбом Нильса Бринка вышел в 2008 году.
После выхода первого своего сольного альбома в 2008 году Бринк записал в составе группы CryoShell две песни в рамках рекламной кампании серии LEGO BIONICLE — «Face Me» и «Gravity Hurts».
В 2013 году Нильс Бринк выпустил свой второй альбом с первым синглом с него «The Heights».